# AYABIE
Ayabie (アヤビエ,彩冷える) es una banda japonesa de rock compuesta por 5 miembros: Aoi, Tahehito, Yumehito, Intetsu y Kenzo. Tras un periodo de inactividad de casi una década, la formación original, a excepción de Aoi, volvió reunirse bajo el título de AYABIE y con el sello Cold Color LLC. Sin embargo, en 2019 se reúne la formación completa para sacar dos producciones nuevas a la luz.

## Inicios
Ayabie fue creado en la primavera del 2004, por Ryōhei, actual líder de Megamasso, Takehito, e Intetsu, antiguos miembros de Hinawana, y Aoi, anteriormente vocalista de MASK y Cynical Biscuit. El 8 de mayo del 2004 tuvieron su primer concierto en Takadanobaba AREA. Su primer sencillo, Heien No Ato, Ame, fue distribuido allí. También lanzaron "Romancer", otro maxisencillo, que fue limitado a 1000 copias. 
En septiembre lanzaron Chousoi sou yori san rin, su segundo maxisencillo, limitado a 2000 copias, alcanzando el séptimo lugar de la lista Oricon indie. El 15 de octubre lanzaron Gothic Party, que esta vez alcanzó el 82.º lugar de la lista Oricon Major. El mes de diciembre lanzaron una tercera edición de Romancer, y el 21 de diciembre lanzaron su primer DVD, Daikei/Misery in the dusk el que contenía cuatro videos promocionales. El año 2004 fue muy exitoso para el grupo, y finalizó con un concierto en Takedonobaba Area y en Yokohama aka renga souko el 31 de diciembre.
El 1 de enero del 2005 Ayabie lanzó su primer miniálbum titulado Tetsu no shima. Poco después hicieron algunos conciertos organizados por su sello discográfico Speed Disk. El 10 de febrero lanzaron su siguiente maxisencillo, simplemente llamado M. Estuvo limitado a 5000 copias, y venía con un photobook tamaño A4 de 24 páginas.
El álbum debut de Ayabie, titulado Ayabie Sokukan Ongenshū, fue lanzado el 21 de marzo del 2005. Incluía un bonus en DVD, que contiene sus videos promocionales de las canciones Daikei y Misey in the dusk, y que ya habían salido en el DVD lanzado en diciembre de 2004. Después del lanzamiento del álbum realizaron algunos conciertos, y el 1 de abril dieron un concierto "one-man" en Shibuya O-east llenando completamente el estadio con capacidad para cerca de 900 personas. El mismo mes, el día 25, lanzaron su siguiente sencillo, Kuroi stukai to shikinegai. El día 25 de mayo lanzaron una segunda edición de este, que fue vendido solamente en la tienda Like an Edison. El grupo, que trabajó con diversos bateristas, finalmente consiguió una baterista permanente, con la llegada de Kenzo ese año.
En junio del 2006, Ayabie realizó su primer tour en Europa. En agosto, Ryōhei dejó la banda definitivamente, debido a un desacuerdo sobre el futuro de la banda. Después de la separación, él inició su propia banda, Megamasso. Yumehito se integró a la banda tres meses más tarde. La banda se ajustó a los cambios dividiendo la responsabilidad de escribir las canciones entre todos los miembros de la banda, mientras que Yumehito escribía la mayor parte de las letras.
En 2007, Ayabie retornó a Europa y lanzó el miniálbum Ecumenical. El 10 de junio lanzaron el sencillo ~Igyou no sou no doujisha~, que contenía un DVD con un video promocional de una de sus canciones. En este año por fin Ayabie realizó dos conciertos en España: el 24 de mayo se realizó el primer concierto en Barcelona, y el 25 de mayo se realizó otro concierto en Bilbao.
Para los siguientes meses han anunciado el lanzamiento de 2 sencillos, cada uno contendrá 2 canciones y un video promocional de una de las canciones. El primero, ~Kakoyakasuresakebishi~ tsukikoi será lanzado el 10 de julio, y el siguiente será lanzado el 10 de agosto, bajo el título ~Manatsuyukitorokerushyougen~ Kiss Me Snow.
El 7 de agosto de 2010 Yumehito, Takehito, Intetsu y Kenzo Anuncia la separación de ayabie, y nombran la nueva banda que estará integrada por ellos cuatro y el posible proyecto solitario de Aoi.

## Etapa como AYABIE
El 7 de agosto de 2010 se conformó AYABIE, tras la separación del grupo original con el vocalista Aoi por diferencias musicales. Esto ocurrió ya que sentían que estaban engañándose a sí mismos con el último trabajo musical por parte de Ayabie, que notablemente se acercaba más al pop, siendo muy distinto al antiguo Ayabie, que tenía influencias del Metal y del Pop rock . La agrupación quedó conformada por Takehito, Intetsu, Yumehito, Kenzo
Su primer concierto fue titulado Aki no Kanshasai '10 y se llevó a cabo el 22 de octubre en Shibuya O-EAST. Ahí se distribuyó su primer demo, "Hi-Fi (Demo-Mix)". Ese mismo año, lanzaron su primer álbum Virgin Snow Color -2nd season-. El 7 de mayo de 2011, AYABIE durante su presentación en vivo, su sencillo Reflector fue vendido a 500 yenes, todo el dinero vendido fue donado para las víctimas del Terremoto y tsunami de Japón de 2011  de la Región de Tōhoku. El 24 de agosto de 2011 la banda anuncia su gran debut como banda major con su sigle Ryuusei(meteoro), su alter ego de la banda DEATHBIE también debutó sin embargo, bajo su antiguo sello indie Speeddisk.
El 18 de junio de 2011 se presentan en el V-Love☆Live vol.1, un evento realizado en el STUDIO COAST en Tokio que fue transmitido por Internet a través de la página Visualand.tv y el canal oficial de WorldNet.tv en YouTube, tras peticiones de los fanes debido a que se habían vendido todas las entradas. El evento reunió a varios exponentes del Visual kei, como Versailles, Matenrou Opera, Alice Nine y Jui, exvocalista de Vidoll, entre otros.
En julio de 2019 
La banda anunció que volvía a sus actividades después de 9 años de hiatus, la banda regreso con sus miembros los mismos que fueron en 2010 Aoi, Takehito, and Intetsu,  Kenzo, and Yumehito, y anunciaron el álbum  Jisuru Moratorium (辞するモラトリアム).

## Miembros

### Miembros actuales
- Ryōhei (涼平), nacido el 27 de marzo de 1983, era el líder de Ayabie, tocaba la guitarra y escribía la mayor parte de las canciones mientras estuvo en la banda. Estuvo previamente en la banda Hinawana, y en la actualidad integra la banda Megamasso.

- Takehito (タケヒト), Guitarrista de la banda. Nacido el 24 de agosto. Previamente integraba la banda Hinawana.

- Intetsu (インテツ), Bajista de la banda. Nacido el 1 de febrero. Anteriormente integraba la banda Hinawana.

- Kenzo (ケンゾ) Baterista de la banda y líder. Nacido el 9 de diciembre en Tokio. Ingresó a la banda en 2005.

- Yumehito (夢人) Vocalista de la nueva banda y Guitarrista nacido el 22 de septiembre. Es el miembro más reciente de Ayabie. Previamente integraba la banda Soroban e Híbrido ZOMBIEZ

### Miembros anteriores
- Aoi (葵), exvocalista de la banda. Nacido el 1 de abril. Él inventa la mayor parte de los bailes de Ayabie. Anteriormente formaba parte de las bandas MASK y Cynical Biscuit

## Discografía
| Álbumes - Ayabie Sokukan Ongenshū (アヤビエ 即完音源集) (21 de marzo de 2005) - Virgin Snow Color (バージン スノー カラー) (15 de noviembre de 2006) - Euro Best (9 de agosto de 2006) - Irodori (27 de enero de 2010) EP - Tetsu no Shima (鉄の島) (1 de enero de 2005) - Equal Prayer 2 All（限定盤) (26 de octubre de 2005) - Ecumenical (エキュメニカル) (7 de marzo de 2007) - Rikkaboshi (28 de noviembre de 2007) Sencillos - Heien No Ato, Ame (閉園の後、雨) (8 de mayo de 2004) - Romancer/Metamorph Last Page (ロマンサー／変態最終頁) (8 de mayo de 2004) - Metamorph Last Page/Romancer/Kagen Sakura (変態最終頁／ロマンサー／下弦櫻) (17 de julio de 2004) - Ayabie no Orugōru Ongen Vol.1 (アヤビエのオルゴール音源vol.1) (30 de julio de 2004) - Chōsui Sō Yori, San Rin (貯水槽より、三人) (15 de septiembre de 2004) - Gothic Party (ゴシックパーティー) (15 de octubre de 2004) - Lovers Name (ラバーズネーム) (29 de diciembre de 2004) - M (エム) (10 de febrero de 2005) - Melting Cinnamon (メルトインシナモン) (1 de marzo de 2005) - Kuroi Tsukasasa Guito Shinegai -Second Press- (クロイツカササグイトシネガイ -セカンドプレス-) (25 de abril de 2005) - Taikanshiki Zenya (戴冠式前夜) (15 de junio de 2005) - Tsuki Koi (月請い) (13 de julio de 2005) - Kiss Me Snow (キスミイスノウ) (10 de agosto de 2005) - Lempicka (7 de diciembre de 2005) - Mafuyu, Yonrenyasō (真冬、四連夜奏) (18 de enero de 2006) - Japanese Low-Res Caramel Town (ジャパニーズ ロウレゾ キャラメルタウン) (15 de febrero de 2006) - Chō (蝶) (31 de marzo de 2006) - Faint/Topaz (Faint／トパーズ) (28 de junio de 2006) - N.M. Gentei Ongen Shū (エヌエムゲンテイオンゲンシュウ) (agosto de 2006) - Kimi no Koe to Yakusoku (君の声と約束) Type A and B (1 de noviembre de 2006) - Garasuzaiku no Ohanashi (硝子細工のお話) (7 de enero de 2007) - Browny (ブラウニー) (14 de marzo de 2007) - -Ecumenicalimage- (8 de abril de 2007) - Sakura Mau Kisetsu ni (桜舞う季節に) Type A and B (25 de abril de 2007) - Cubic'「L/R」ock (27 de junio de 2007) - Extreme Machine (エクストリーム・マシーン) (14 de septiembre de 2007) - Yubisaki (26 de septiembre de 2007) - Day Dream (6 de octubre de 2007) - Melt Away (19 de marzo de 2008) - Mikazuki no Kiseki (25 de junio de 2008) - Aitakute (27 de mayo de 2009) - Natsu Monogatari (19 de agosto de 2009) - Sayonara (12 de diciembre de 2009) - Dramatic (16 de junio de 2010) - Jisuru Moratorium (24 de agosto 2019) DVD - Daikei/Misery in the Dusk (台形／ミザリィインザダスク) (21 de diciembre de 2004) - 1 Dan Tobi -2005.4.1 Shibuya O-East- (1段飛び ～2005.4.1 SHIBUYA O-EAST～) (20 de agosto de 2005) - Tokyo-Prayer (1 de febrero de 2006) - Tokyo-Rock Show (24 de mayo de 2006) - Ayabie Sokukan Eizoushū (アヤビエ即完映像集) (19 de julio de 2006) - Film Spiral (フィルムスパイラル) (13 de febrero de 2008) | Álbumes - Su primer lanzamiento se titula 「Virgin snow color-2nd season-」(Recordando al ex Virgin Snow Color de 彩冷える) - answer (2012) Sencillos - Melody(2011)Type A-B - Ryuusei(major single debut) - Merry-Go-Round(3 TYPE ) - Kakusei sprechchor (2012) - splash (2013) - Natsu, yoru no yume hana to chiru (2013) distribuidos en vivo - Hi-Fi (Demo-Mix)(2010) - Reflector(2011) |

## Videografía
| - Daikei (2004) - Misery in the Dusk (2004) - Shikosahoko (2004) - Gothic Party Speed Session (2004) - Taikanshiki zenya (2005) - Tsukikoi (2005) - Kiss me snow (2005) - Kuroi tsukasa sagui to shinegai (2005) - Japanese low res Caramel town (2006) - Glitter Tropen (2006) - Kimi No Koe To Yakusoku (2006) - Sakura mau kisetsu ni (2007) - Cubic’[L-R]ock (2007) - Yubisaki (2007) - Hoshigaoka (2007) - TheMe (2008) - Mikazuki No Kiseki (2008) - Aitakute (2009) - Natsu Monogatari (2009) - Sayonara (2009) - Dramatic (2010) - Kimi dake wo Utsushite (2010) - Milk (2019) | - PARADE (2010) - Melody (2011) - Lilia (2011) - Ryuusei (2011) - Merry Go Round (2012) - Kakusei Sprechchor (2012) - SPLASH (2013) - Natsu, yoru no yume, hana to chiru (2013) |